# Theaterlexikon der Schweiz
Das Theaterlexikon der Schweiz (TLS) ist ein 2005 in 3 Bänden erschienenes, mehrsprachiges theaterwissenschaftliches Lexikon zu Personen, Institutionen, Spielstätten und Sachbegriffen des Theaters in der Schweiz in Geschichte und Gegenwart.

## Entstehung
Die rund 3600 Artikel wurden 1997–2005 am Institut für Theaterwissenschaft der Universität Bern erarbeitet. Die Projektleitung hatte Andreas Kotte inne, die Chefredaktion besorgten Simone Gojan (1997–2005) und Thomas Blubacher (1997–2001). Für die Mitarbeit am TLS konnten mehr als 230 Autoren gewonnen werden.
Etwa 70 % der Beiträge wurden in deutscher Sprache verfasst, 20 % sind französisch, 6 % italienisch und 2 % rätoromanisch (letztere mit deutscher Übersetzung).
Seit 2012 sind die Texte des Lexikons frei im Internet verfügbar. Es handelt sich nicht um eine überarbeitete Neuausgabe; alle Texte und Daten wurden bei der Internetveröffentlichung auf dem Stand von 2005 belassen.

## Sparten und Theaterformen
- Personenartikel: fast 3000 Artikel
- Sprechtheater: 2400 Artikel
- Musiktheater: mehr als 700
- Tanztheater: mehr als 400 Artikel
- Theater oder Gruppen: mehr als 500 Artikel
- Sachartikel zu theatralen Ereignissen
- Artikel zu Institutionen und Verbänden

## Bibliografische Angaben
- Andreas Kotte; Institut für Theaterwissenschaft, Universität Bern (Hrsg.): Theaterlexikon der Schweiz TLS = Dictionnaire du theâtre en Suisse DTS = Dizionario teatrale svizzero DTS = Lexicon da teater svizzer LTS. 3 Bände. Chronos, Zürich 2005, ISBN 3-0340-0715-9.